# Ödeshögs manskör
Ödeshögs manskör var en manskör i Ödeshög som bildades senast 1926. 1935 blev Olof Fridlundh körens dirigent och han stannade ända fram till 1988.